# Ransol
Ransol is een plaats in Andorra in de parochie Canillo. De locatie telde 173 inwoners in 2014. De belangrijkste economische activiteit is wintersport (Ransol maakt net als het aangrenzende El Tarter deel uit van het skigebied Grandvalira). De plaats ligt op een hoogte van 1.745 meter.
De toegangsweg tot Andorra vanuit Frankrijk, de CG-2 doorkruist de plaats. Ten noorden van Ransol ligt de Ransolvallei, de Vall de Ransol, een natuurgebied gekend om een rijke fauna en flora.